# ديف روكر
ديف روكر (بالإنجليزية: Dave Rucker)‏ هو لاعب كرة قاعدة أمريكي، ولد في 1 سبتمبر 1957 في سان بيرناردينو في الولايات المتحدة.

## وصلات خارجية
- ديف روكر على موقعبيزبول رفرنس.كوم (الدوري الرئيسي) (الإنجليزية)
- ديف روكر على موقعبيزبول رفرنس.كوم (الدوري الثانوي) (الإنجليزية)